# Virus du fruit rugueux brun de la tomate
Tobamovirus fructirugosum
Espèce
Synonymes
- Tomato brown rugose fruit virus (ICTV, 2016)

Le virus du fruit rugueux brun de la tomate (ToBRFV, Tomato brown rugose fruit virus), nom scientifique Tobamovirus fructirugosum, est une espèce de virus du genre Tobamovirus (famille des Virgaviridae) nouvellement décrite. Des symptômes dus à ce phytovirus ont été décrits pour la première fois en Israël en 2014 sur des cultures de tomates. La maladie est depuis 2019 présente dans tous les continents : Asie, Europe, Afrique, Amérique du Nord et du Sud, cette propagation rapide s'expliquant par des transferts de semences contaminées. C'est un virus émergent qui affecte les cultures de tomates et de poivrons, ainsi que certaines espèces adventices, notamment la morelle noire.
Les cultures de tomates sont affectées par ailleurs par de très nombreux virus (136 espèces ont été recensées dans le monde), parmi lesquels une dizaine de virus émergents, des genres Torradovirus, Crinivirus, Ilarvirus, Anulavirus, Tospovirus, Potexvirus et Begomovirus, ont été signalés depuis les années 1990-2000. Trois virus du genre Tobamovirus, très proches du nouveau virus, sont particulièrement importants pour les cultures de tomates (TMV, virus de la mosaïque du tabac, ToMV, virus de la mosaïque de la tomate, et PMMV, virus de la marbrure légère du piment)).

## Caractéristiques de la particule virale
Comme tous les virus du genre Tobamovirus, le ToBRFV est un bâtonnet rigide non-enveloppé, à symétrie hélicoïdale. Le virion mesure environ 18 nm de diamètre et 300 à 310 nm de long.
Le génome, linéaire, monopartite, est constitué d'ARN simple-brin à polarité positive, dont la taille est d'environ 6,3 à 6,5 kb. L'extrémité 3' a une structure de type ARNt. L'extrémité 5' a une coiffe nucléotidique méthylée (m7G5’pppG).
L'analyse génomique a montré que le génome complet d'une souche typique compte de 6391 à 6393 nucléotides et que les isolats sont génétiquement étroitement liés les uns aux autres. L'analyse phylogénétique a montré que la séquence génomique du ToBRFV diffère de celle du ToMV (virus de la mosaïque de la tomate) ou du TMV (virus de la mosaïque du tabac) de 18 % et suggère qu'elle pourrait provenir d'un ancêtre commun de ces deux virus.

## Symptômes

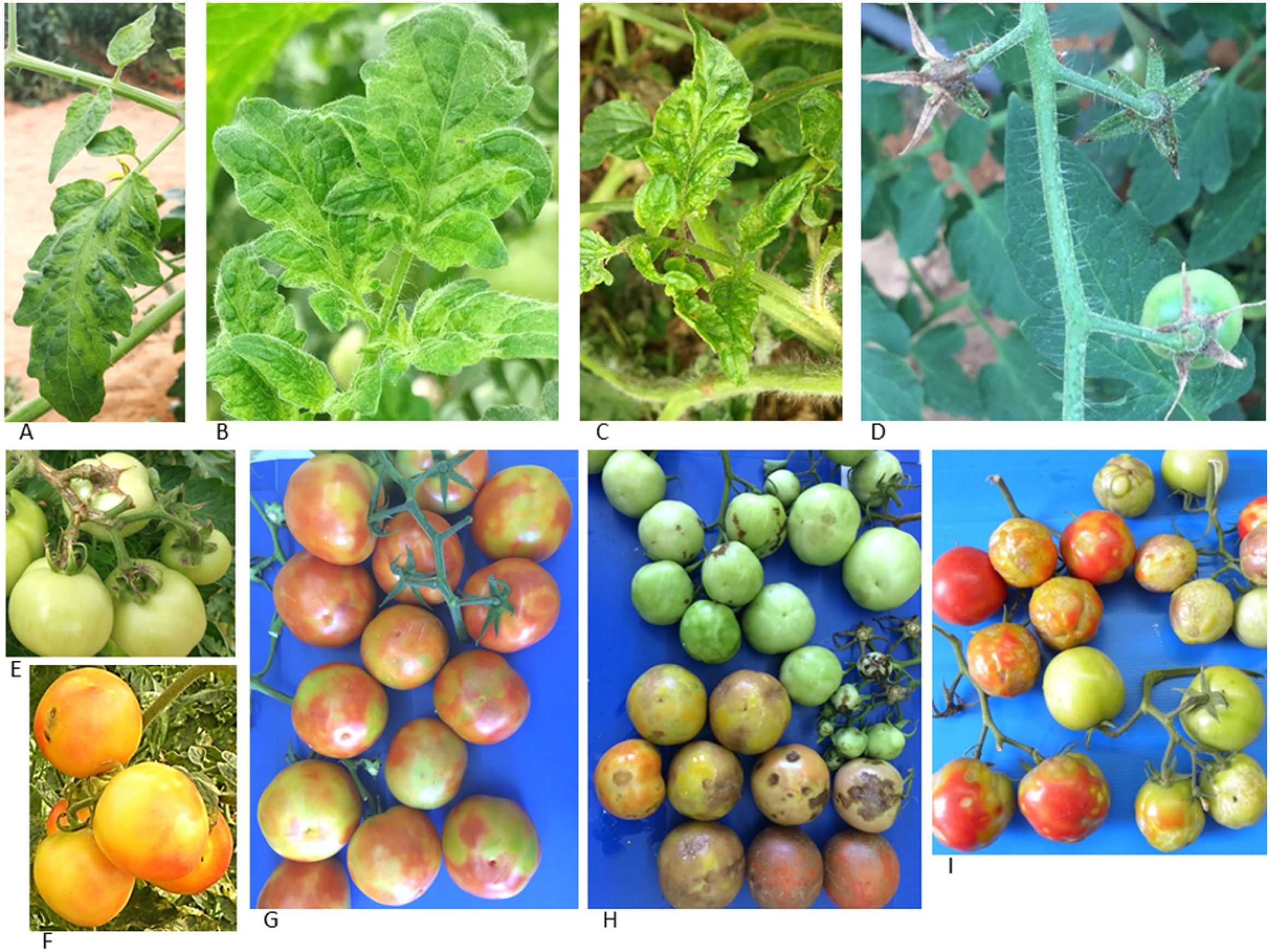
Symptômes du ToBRFV sur feuilles et fruits de tomates. (A-C) Motifs de mosaïque symptomatique sur feuilles de tomates en grappe cv. 'Mose'. (C) Rétrécissement de feuilles de tomates en grappe. (D) Pédoncules et calices séchés sur des tomates cerises cv. 'Shiran' conduisant à l'abscission des fruits. (E) Symptômes nécrotiques sur pédoncule, calice et pétiole cv. 'Ikram'. (F) Symptômes typiques de taches jaunes sur fruits cv. 'Mose'. (G-I) Symptômes variables sur fruits cv. 'Odelia'. (G) Symptômes typiques de la maladie. (H) Symptômes d'infections mixtes du TSWV (virus de la maladie bronzée de la tomate) et du nouvel isolat de Tobamovirus. (I) Symptômes uniques du nouvel isolat de Tobamovirus trouvés dans un seul site du village de Sde-Nitzan.

Sur les feuilles des plantes infectées, les symptômes provoqués par ce virus sont l'apparition de taches en mosaïque plus ou moins graves, et parfois le jaunissement des nervures et le rétrécissement du limbe foliaire. Ces symptômes apparaissent le plus souvent sur les feuilles supérieures. Sur les fruits infectés, on constate en surface des taches jaunes et des plaques brunes rugueuses. Parfois des lésions nécrotiques (brunes, mortes) se forment sur le pédoncule et le calice de fruits. La maladie a tendance à être plus grave en période de stress, comme pendant les périodes les plus chaudes ou les plus froides de l'hiver. La gravité des symptômes varie selon divers facteurs : l'âge de la plante au moment de l'infection (les symptômes sont plus graves sur des plantes jeunes), la variété (cultivar) et les conditions de milieu (température et lumière). La maladie peut entraîner des pertes de rendement allant de 30 à 70 %.

## Transmission
La dispersion et la propagation du ToBRFV sont principalement mécaniques, soit par contact direct de plante à plante, ou par les boutures ou greffons utilisés pour la plantation, ou indirectement par l'intermédiaire de l'homme et du matériel dans le cadre des pratiques culturales courantes (mains, outils, équipement, vêtements contaminés, etc.), ou par l'eau en circulation. La transmission de ce virus par les graines est soupçonnée mais n'a pas été démontrée, cependant des graines contaminées extérieurement peuvent contribuer à la propagation du virus à longue distance. Comme c'est le cas des autres Tobamovirus, ce virus peut rester infectieux pendant des mois sur les graines, dans des débris végétaux ou dans le sol, et peut contaminer de nombreuses plantes adventices qui servent ensuite de réservoirs d'inoculum pour l'infection de la culture.
Dans certains cas, d'autres mécanismes de transmission peuvent exister. Par exemple, au Royaume-Uni, où les bourdons (Bombus sp.) sont largement utilisés pour polliniser les cultures de tomates, on a vérifié que ces insectes peuvent transmettre dans les serres des virus et viroïdes végétaux, dont le ToBRFV.

## Plantes hôtes
Les principales plantes-hôtes de ce virus sont la tomate (Solanum lycopersicum) et les piments / poivrons (Capsicum sp.). On a montré par des expériences d'inoculation que Nicotiana benthamiana, Nicotiana glutinosa, Nicotiana sylvestris, Nicotiana tabacum (tabac), développent des symptômes et que des adventices telles que Chenopodiastrum murale et Solanum nigrum peuvent agir comme réservoirs pour le ToBRFV. En 2019, on a signalé la présence du ToBRFV dans un échantillon d'aubergines prélevé dans l'État de Sinaloa (Mexique).

## Méthodes de lutte
Aucune variété de tomates cultivée ne possède de gènes de résistance au ToBRFV.
Les mesures préconisées par les organismes officiels sont essentiellement des mesures prophylactiques strictes, notamment désinfection des outils, élimination des débris de culture, utilisation de semences ou de plants certifiés indemnes.
Lorsque des plant infectés sont repérés (diagnostic à confirmer par un laboratoire spécialisé), il est recommandé de retirer soigneusement les plantes symptomatiques et de les détruire par enfouissement ou incinération de manière à éviter les débris aériens.
Il faut également tenir compte du fait que les plantes asymptomatiques peuvent être porteuses du virus : d'une part, il faut plusieurs jours à partir de l'infection initiale pour que des symptômes apparaissent, d'autre part, certaines variétés peuvent rester asymptomatiques malgré l'infection par le virus.

### Réglementation
Le virus ToBRFV a été inscrit en janvier 2019 dans la liste d’alerte A1 de l’organisation européenne et méditerranéenne pour la protection des plantes (OEPP),.
L'Union européenne a adopté le 26 septembre 2019 une « décision d'exécution », qui complète les dispositions de la directive 2000/29/CE du Conseil du 8 mai 2000 concernant les mesures de protection contre l'introduction dans la Communauté d'organismes nuisibles aux végétaux ou aux produits végétaux et contre leur propagation à l'intérieur de la Communauté, et qui impose aux États-membres de prendre diverses mesures pour interdire l'introduction de l'organisme viral dans l'Union européenne et pour contrôler l'introduction et les mouvements dans l'Union des semences et végétaux destinés à la plantation. Le règlement d'exécution (UE) 2020/1191 de la Commission du 11 août 2020 établit les mesures destinées à éviter l'introduction et la dissémination du virus dans l'Union. Son Annexe définit les plans d'échantillonnage à appliquer sur les semences et les végétaux destinés à la plantation ainsi que les méthodes d'analyse à utiliser pour détecter et identifier l'organisme nuisible (RT-PCR et Elisa) selon les cas, et la conduite à tenir en cas de résultat positif.
Aux États-Unis, l'APHIS (Animal and Plant Health Inspection Service) a émis le 15 novembre 2019 une « Ordonnance fédérale » sur les importations américaines de tomates (Solanum lycopersicum) et de poivrons (Capsicum sp.) hôtes du virus brun rugueux du fruit de la tomate (ToBRFV) qui impose des contrôles aux points d'origine dans les pays affectés par la maladie et susceptibles d'exporter des tomates ou poivrons frais aux États-Unis (Mexique, Israël, Pays-Bas) ainsi qu'au Canada en tant que réexportateur de produits mexicains, pour s'assurer que les produits soient indemnes de tout symptôme de la maladie.

## Histoire
La première épidémie de cette nouvelle maladie virale s'est déclarée en octobre-novembre 2014 dans le village d'Ohad (sud d'Israël) dans des cultures de tomates cultivé en serre sur environ 12 ha. Il s'agissait de tomates des cultivars 'Mose' et 'Ikram', non greffés ou greffés sur porte-greffe cv. 'Arnold'. Les symptômes observés étaient une mosaïque légère ou plus marquée sur les feuilles , avec un rétrécissement occasionnel des feuilles, et sur les fruits des taches jaunes affectant 10 à 15 % des fruits de chaque plant symptomatique. La maladie s'est propagée en un an dans tout le pays, en raison du commerce de semences ou de plants infectés,.
En avril 2015, en Jordanie, des tomates cultivées en serre (Solanum lycopersicum, cv. 'Candela') ont montré en fin de saison des symptômes foliaires légers mais de graves symptômes de rugosité brune sur les fruits, qui ont de ce fait perdu toute valeur marchande. L'incidence de la maladie était proche de 100 %. Le type de symptômes et le schéma de distribution de la maladie dans les parcelles affectées suggérait une étiologie virale.
Ces symptômes sont similaires à ceux causés par les Tobamovirus, notamment le virus de la mosaïque du tabac (TMV) et le virus de la mosaïque de la tomate (ToMV). Cependant les cultivars de tomates présentant des symptômes possédaient le gène Tm-22, qui leur confère une résistance à ces deux virus.
L'analyse de l'ARN viral et le séquençage du génome ont permis d'établir qu'il y avait une forte identité entre les isolats jordanien et israélien et qu'il s'agissait d'un nouveau virus, étroitement lié au TMV et au ToMV, dans le groupe des Tobamovirus, pour lequel le nom Tomato brown rugose fruit virus (virus du fruit rugueux brun de la tomate), abrégé en TBRFV ou ToBRFV, a été proposé,.
Le virus s'est ensuite répandu en Jordanie en 2015, également sur des tomates possédant le gène Tm-22, et en Arabie saoudite. Depuis 2018, il a atteint l’Allemagne, la Californie, le Mexique, où des campagnes d'éradication sont en cours. En 2019, de nouveaux pays sont atteints : Canada (Ontario), Turquie, Italie, Chine, Palestine et Royaume-Uni. Le virus a aussi été signalé aux Pays-Bas, au Chili, en Éthiopie et au Soudan, mais sa présence n'a pas été confirmée.
En France, selon le Ministère de l'Agriculture, deux cas confirmés ont été recensés sur le territoire; le premier cas a été détecté en 2020 dans le Finistère (Bretagne) et le second en 2021 en Nouvelle-Aquitaine.